# Schloss Gunsleben
Das ehemalige Rittergut und spätere Schloss Gunsleben befindet sich in der sachsen-anhaltischen Gemeinde Am Großen Bruch, Landkreis Börde, zwischen Hamersleben und Aderstedt nahe der niedersächsischen Grenze. Erstmals wurde Gunsleben im Jahre 1112 als Dependance des Klosters Hamersleben erwähnt. Von 1453 bis 1945 war es im Besitz der Familie von der Asseburg.
Das barocke Gutshaus von 1754 und vermutlich auch das kurze Zeit später 1768 errichtete Inspektorenhaus wurden von Christoph Werner von der Asseburg erbaut. Das gründerzeitliche Herrenhaus von 1891 wurde von Graf Maximilian Asche von der Asseburg erbaut und besitzt neben zwei Ecktürmen eine kunstvoll gestaltete Holzveranda. Zum Schloss gehört ein kleiner, 160 Jahre alter Park.
Das Schloss befindet sich in Privatbesitz.